# Пьотър Услар
Пьотър Карлович (фон) Услар (на руски: Пётр Карлович Услар, 1 септември 1816 - 20 юли 1875) е руски барон, генерал-майор, инженер и лингвист от немски произход.
Известен е с изследванията си на езиците и етнографията на кавказките народи. Счита се, че е сред най-големите кавказоведи на времето си. Член-кореспондент на Санкт-Петербургската академия на науките.

## Биография
Роден е в имение край с. Курово, Тверска губерния, Русия. След като завършва Военното инженерно училище постъпва в Императорската военна академия. През 1850 г. е назначен за член на Кавказкия отдел на Руското географско дружество със задачата да се състави „История на Кавказ“.
Това негово назначение в крайна сметка засилва интереса му към проучване и изучаване на кавказките езици. Той има огромен принос в записването на редица кавказки езици от различни лингвистични групи, като абхазки, свански, чеченски, аварски, лакски, табасарански, лезгински, даргински и др.
Умира през 1875 г. в своето имение, след като окончателно се завръща от Дагестан.